# Khướu mỏ dẹt cằm đen
Khướu mỏ dẹt cằm đen hay khướu mỏ dẹt ngực đốm (danh pháp khoa học: Paradoxornis guttaticollis) là một loài chim trong họ Paradoxornithidae hoặc xếp trong phân họ Paradoxornithinae của họ Sylviidae.
Loài này được tìm thấy ở Bangladesh, Trung Quốc, Ấn Độ, Lào, Myanmar, Thái Lan và Việt Nam. Khu vực phân bố cụ thể như sau: Ấn Độ (cực đông Arunachal Pradesh, nam Assam, Meghalaya, Nagaland, Manipur, Mizoram); đông Bangladesh; tây, bắc, đông và đông nam Myanmar; tây bắc Thái Lan, bắc Lào; Việt Nam (tây và đông Bắc Bộ); Trung Quốc (nam Cam Túc và nam Thiểm Tây về phía nam tới trung tây Tứ Xuyên và Vân Nam, và về phía đông qua Quý Châu, bắc Quảng Tây và bắc Quảng Đông tới bắc Phúc Kiến).